# کان (آلمان)
کان (به آلمانی: Caan) یک شهر در آلمان است که در وستروالدکرایس واقع شده‌است.